# Jørgen W. Frøhlich
Jørgen W. Frøhlich (født 1945 i Stockholm) er en dansk journalist og  forfatter. Frøhlich voksede op nord for København. Mangeårigt virke som dagbladsjournalist, forlagsredaktør og senere chefredaktør. Han debuterede som skønlitterær forfatter i 2015 med Og mens englene græder (2015) og har senere udsendt novellerne Røster fra en sauna (2017). og romanerne Pigen på balkonen (2023), samt Gå ikke uden at sige farvel (2025). Udover sin forfattervirksomhed er Jørgen W. Frøhlich aktiv i den offentlige debat bl.a. i Politiken, Berlingske, Kristeligt Dagblad og Jyllands-Posten med indlæg om tro, eksistens og almene samfundsforhold. 